# Zamalek Sporting Club
Cet article concerne la section de football. Pour les autres sections, voir Zamalek Sporting Club (basket-ball), Zamalek Sporting Club (handball) et Zamalek Sporting Club (volley-ball).
Maillots
Actualités
Le Zamalek Sporting Club est un club omnisports de Gizeh, ville qui fait aujourd'hui partie du Caire, la capitale d'égyptienne.
Fondé en 1911, le club est notamment connu pour sa section de football, objet de cet article. Le club est le club africain le plus titré du XXe siècle, considéré comme l'un des géants du continent. Le Zamalek est le premier club égyptien à remporter un titre : il fut le premier à remporter la Coupe du Sultan Hussein en 1921, la Coupe d'Égypte en 1922 et la Ligue du Caire en 1923. Elle dispute ses matchs au stade international du Caire, d'une capacité de 74 100 places et est l'un des clubs les plus titrés du continent africain.

## Histoire
Sous l'occupation des Britanniques, le club omnisports est créé en 1911 sous le nom de « Kasr-El Nil » dont le président est un avocat belge : maître Merzbach. Il a pour objectif de promouvoir la diversité et de permettre aux européens et égyptiens de se socialiser par le biais du sport. Il change de nom deux années plus tard pour « Moktalat » puis en 1940 celui de « Farouk » en référence au roi d'Égypte Farouk Ier d'Égypte. Ce n'est qu'en 1952 après la révolution et l'éviction du roi que le nom de Zamalek est adopté. Il devient très vite le rival d'Al Ahly SC, autre club omnisports de la capitale créé en 1907.

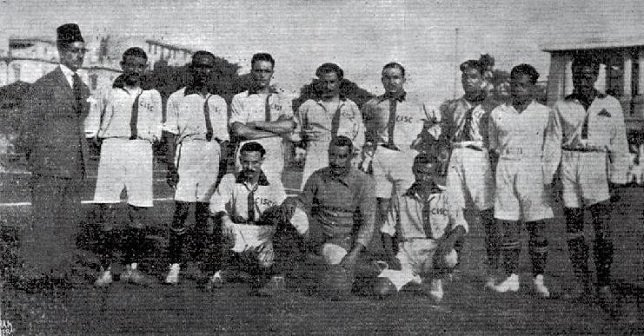
L'équipe du Zamalek SC a remporté la première Coupe du Sultan en 1921, devenant ainsi la première équipe égyptienne à remporter un titre.

La section football voit le jour en 1913 et remporte la Coupe du Sultan en 1921, compétition créé en 1917 mettant aux prises clubs égyptiens et clubs britanniques militaires, c'est la première victoire d'un club égyptien. Ensuite, il remporte la première édition de la Coupe d'Égypte en 1922, cette dernière réussit au club puisqu'au cours de son histoire, il la remporte à 21 reprises dont quatre fois d'affilée entre 1957 et 1960. Dans les années 1930, l'objectif premier du club disparaît lors de l'expulsion de tous les membres étrangers du club décidé par le comité du club.

Les grandes périodes du club sont marquées par la présence de joueurs étrangers tels que le soudanais Omar El Noor et le yéménite Ali Mohsen dans les années 1960, le ghanéen Emmanuel Quarshie dans les années 1980 aux côtés d'Ibrahim Youssef (en) puis le nigérian Emmanuel Amunike dans les années 1990. La présence de ces joueurs coïncident avec les bons résultats du club sur le plan national et international - victoires en Championnat en 1960, 1964, 1965, 1978, 1984, 1988, 1992 et 1993; et la Ligue des Champions de la CAF en 1984 1986, 1993 et 1996.

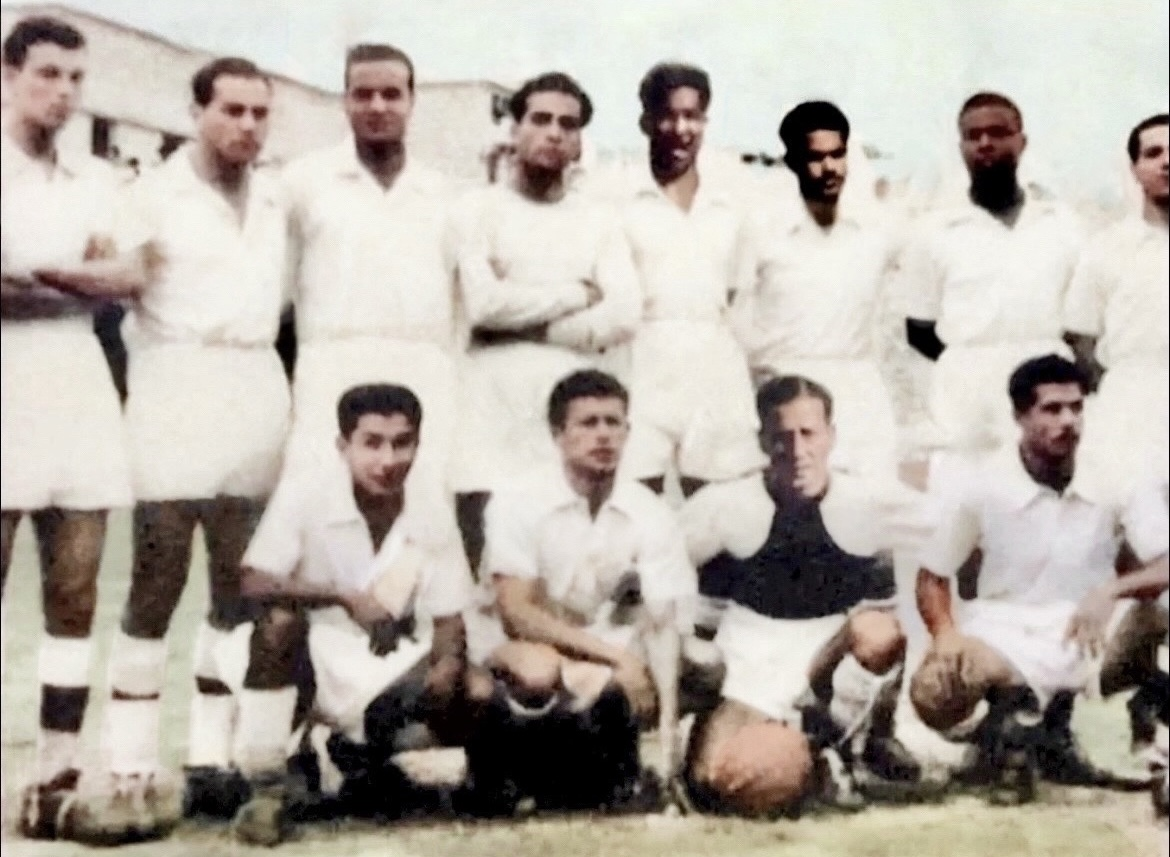
L'équipe Zamalek en 1952

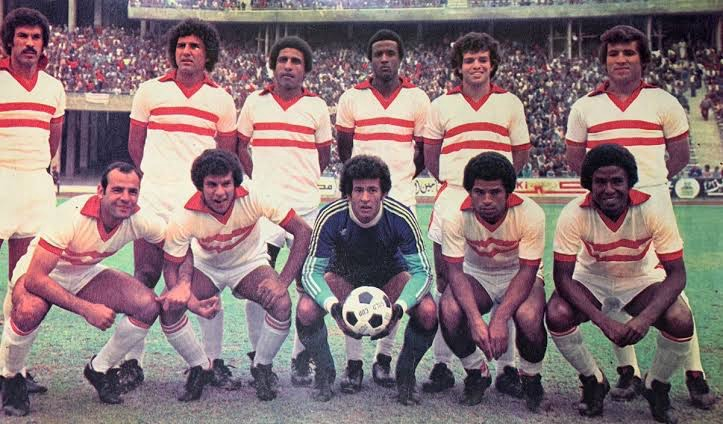
L'équipe Zamalek en 1978

Dans les années 2000, c'est avec l'arrivée de Hossam Hassan associé à son frère jumeau Ibrahim Hassan que le club renoue avec le succès - champion national en 2001, 2003 et 2004 ainsi qu'une cinquième Ligue des Champions en 2002.
Le club s'appuie aujourd'hui sur sa formation et au cours des cinq dernières années n'a remporté qu'une Coupe d'Égypte en 2008. Le club connaît également des soucis financiers après que les pouvoirs politiques accusèrent le club d'évasion fiscale, notamment dans des irrégularités dans des transferts durant la période 2000-2001. Pendant cette période, son club rival Al Ahly domine sans opposition le championnat national ainsi que la scène continentale.
En 2014, Mortada Mansour devient président, dès sa première année, l'équipe remporte la Coupe d'Égypte puis le Championnat.
En 2016, Zamalek atteint la finale de la Ligue des champions de la CAF, remporte la Coupe d'Égypte et la Supercoupe d'Égypte.
En 2018, le club remporte la Coupe d'Égypte.
En 2019, Zamalek remporte le dernier trophée africain qui lui manquait en remportant la Coupe de la confédération et obtient trois autres titres (la Coupe d'Égypte, la Supercoupe d'Égypte et la Supercoupe de la CAF).
Fin 2020, le Ministère de la Jeunesse et des Sports égyotien a évincé Mortada Mansour de la présidence du Zamālek ainsi que l’ensemble de son directoire dont ses fils Ahmad et Amir Mortada. Le Ministère a, dans la foulée, annoncé la nomination d’Ahmed Bakry à la tête du Zamalek. Le nouveau président par intérim devra organiser de nouvelles élections.
Le 27 décembre 2020, le Ministère des Sports égyptien a confié la gestion des affaires du Zamalek, à Emad Abdelaziz. Sa nomination fait suite au décès brutal de Ahmad Al Bakry qui a succombé le jeudi 24 décembre 2020 des suites du COVID-19. Emad Abdelaziz hérite donc d’un club en déliquescence, qui a vu en fin 2020 l’éviction de son sulfureux président Mortada Mansour.
Le club remporte sont 13éme championnat en 2021.
Le club remporte sont 14éme championnat en 2022.
En 2024, le club remporte sa deuxième coupe de la confédération.

### Différents noms du club
- Qasr al-Nil : (1911-1913)
- Al Moukhtalat : (1913-1940)
- Nadi Farouk : (1940-1952)
- Zamalek Sporting Club : depuis 1952

## Palmarès
| National | International |
| --- | --- |
| - Championnat d'Égypte (14) - Champion : 1960, 1964, 1965, 1978, 1984, 1988, 1992, 1993, 2001, 2003, 2004, 2015, 2021 et 2022 - Coupe d'Égypte (29) - Vainqueur : 1922, 1932, 1935, 1938, 1941, 1943, 1944, 1952, 1955, 1957, 1958, 1959, 1960, 1962, 1975, 1977, 1979, 1988, 1999, 2002, 2008, 2013, 2014, 2015, 2016, 2018, 2019, 2021 et 2025 - Supercoupe d'Égypte (4) - Vainqueur : 2001, 2002, 2016 et 2020 - Championnat de la Ligue du Caire (14) - Champion : 1923, 1929, 1930, 1932, 1940, 1941, 1944, 1945, 1946, 1947, 1949, 1951, 1952, 1953 - Coupe du Sultan Hussein (2) - Vainqueur : 1921, 1922 - Coupe de la Ligue d'octobre (1) - Champion : 1974 - Coupe de l'amitié égyptienne (1) - Champion : 1986 - Coupe de la Confédération égyptienne (1) - Champion : 1995 | - Ligue des champions de la CAF (5) - Vainqueur : 1984, 1986, 1993, 1996 et 2002 - Coupe d'Afrique des vainqueurs de coupe (1) - Vainqueur : 2000 - Coupe de la confédération (2) - Vainqueur : 2019, 2024 - Supercoupe de la CAF (5) - Vainqueur : 1994, 1997, 2003, 2020 et 2024 - Coupe Afro-Asiatique de la FIFA (2) (Record) - Vainqueur : 1987 et 1997 - Coupe de l'UAFA (1) - Vainqueur : 2003 |

## Stades

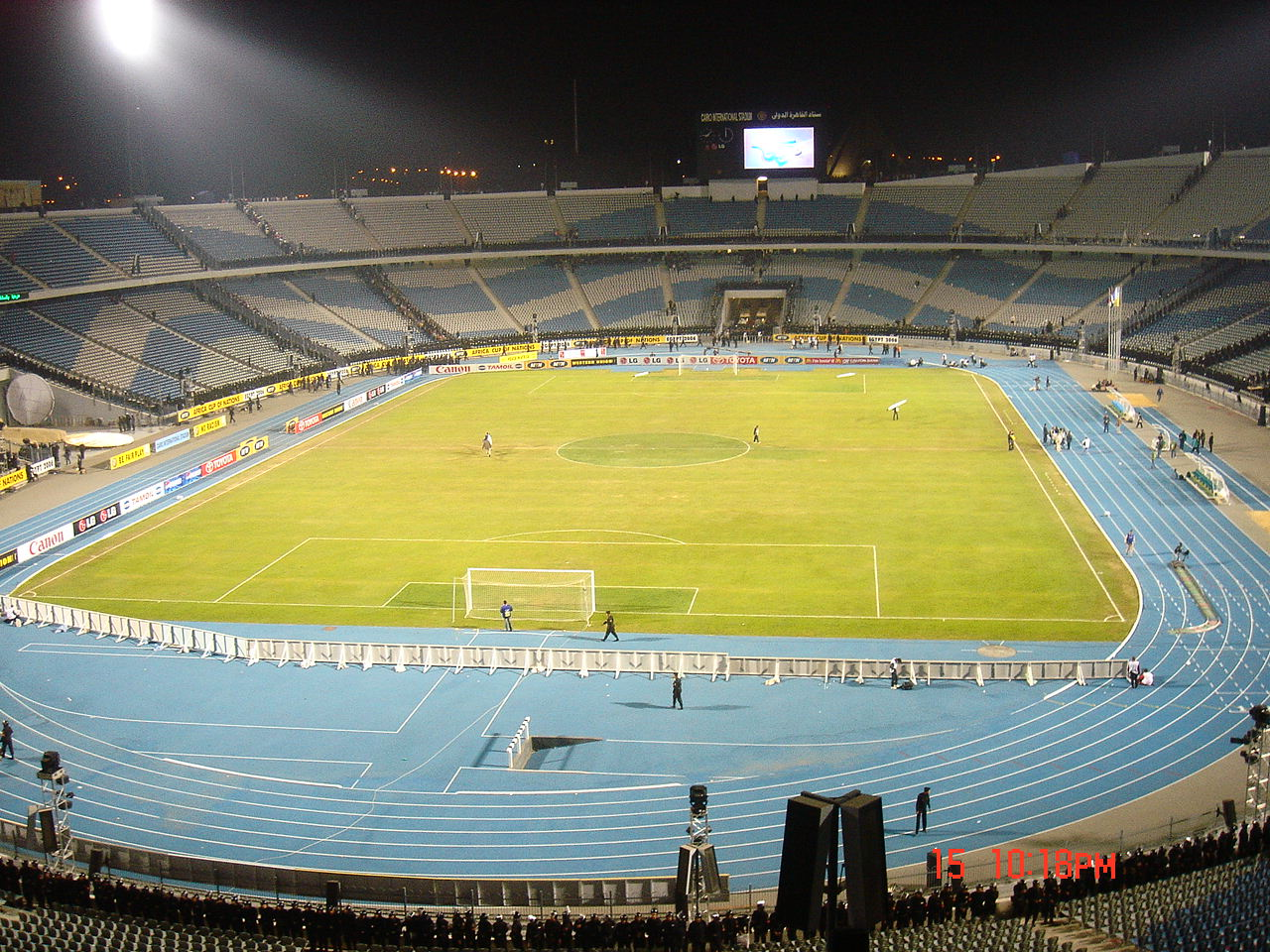
Stade international du Caire.

Zamalek a longtemps joué ses matchs à domicile au stade Helmi Zamora, doté de 25 000 places.
Jugé trop petit, ce dernier est pratiquement abandonné par le club, dont l'équipe première déménage au stade international du Caire, beaucoup plus grand (80 000 places) et utilisé par le Al Ahly SC, grand club rival cairote de Zamalek.

## Personnalités du club

### Les joueurs emblématiques
Les joueurs suivants peuvent être considérés comme emblématiques[pourquoi ?] :
- Hassan Shehata
- Hussein Hegazi
- Ali El-Hassani
- Ismail Rafaat
- Helmy Zamora
- Medhat Abdel-Hady
- Alaa El Hamouly
- Gamal Abdel Hamid
- Ashraf Kasem
- Ahmed Ramzy
- Hossam Hassan
- Ibrahim Hassan
- Ayman Taher
- Abdelwahed El-Sayed
- Ahmed El Kass
- Hesham Yakan
- Gamil Osman
- Emmanuel Amunike
- Mohamed Latif
- Abdelrahman Fawzi
- Nader El-Sayed
- Ismail Youssef
- Tarek El-Sayed
- Mohammed Bakhati
- Hani Said
- Ali Mohsen
- Kamel Kaci-Saïd
- Taha Basry
- Abdel-Halim Ali
- Hazem Emam
- Mido
- Shikabala
- Amr Zaki
- Zizo

### Top 10 des joueurs les plus capés
| Nom                 | Total |
| ------------------- | ----- |
| Abdelwahed El-Sayed | 504   |
| Mahmoud Abdel Razek | 402   |
| Abdel-Halim Ali     | 339   |
| Tarek El-Sayed      | 323   |
| Mohamed Aboul Ela   | 248   |
| Besheer El-Tabei    | 233   |
| Wael El-Quabbani    | 231   |
| Gamal Hamza         | 229   |
| Hazem Mohamed Emam  | 227   |
| Tamer Abdel Hamid   | 219   |

### Top 10 des meilleurs buteurs
| Nom                 | Buts |
| ------------------- | ---- |
| Abdel-Halim Ali     | 138  |
| Hassan Shehata      | 88   |
| Gamal Hamza         | 74   |
| Mahmoud Abdel Razek | 70   |
| Hossam Hassan       | 54   |
| Basem Morsi         | 53   |
| Hazem Emam          | 50   |
| Ahmed Gaafar        | 45   |
| Amr Zaki            | 41   |
| Mahmoud Alaa        | 38   |

### Les entraîneurs
L'entraîneur actuel est Jaime Pacheco. Ses prédécesseurs depuis 1982 sont les personnes suivantes :
- Velibor Vasović
- Mahmoud Abouregaila
- Ahmed Rifaat
- Ninković
- Parker
- Essam Baheeg
- Zaki Othman
- Hamada El-Sharkawi
- Carlos
- Mahmoud Abouregaila
- Dave Mackay
- Mahmoud El-Gohary
- Alfred Riedl
- Taha Basry
- Hassan Shehata
- Werner Olk
- Ahmed Rifaat
- Farouk El-Sayed
- Ruud Krol
- Farouk Jaafar
- Mahmoud Abouregaila
- Helmi Toulan
- Otto Pfister
- Carlos Alberto Cabral
- Theo Bücker
- Manuel Cajuda
- Henri Michel
- Reiner Hollmann
- Michel Decastel
- Hossam Hassan
- Hassan Shehata
- Jorvan Vieira
- Patrice Carteron

### Les présidents
Le président du club depuis 2023 est l'Égyptien Hussein Labib (en). Ses prédécesseurs sont les personnes suivantes :
| Nom                              | Années    |
| -------------------------------- | --------- |
| Merzbach                         | 1911-1915 |
| Bianchi                          | 1915-1917 |
| DrMohamed Badr Pacha             | 1917-1919 |
| Mohamed Heidar Pacha             | 1923-1952 |
| Mahmoud Shawki                   | 1952-1955 |
| Abdel Hamid El-Shawarbi          | 1955      |
| Mahmoud Shawki                   | 1955-1956 |
| - Abdel Latif Abou Regaila       | 1956-1961 |
| Elwi El-Gazzar                   | 1961-1962 |
| Hassan Amer                      | 1962-1967 |
| Mohammed Hassan Helmi (Zamora)   | 1967-1971 |
| - Tawfik El-Kheshin              | 1971-1972 |
| - Mohammed Hassan Helmi (Zamora) | 1974-1984 |
| Hassan Amer                      | 1984-1988 |
| Hassan Aboul Fotouh              | 1988-1990 |
| Nour El-Dali                     | 1990-1992 |
| Galal Ibrahim                    | 1992-1996 |
| Kamal Darwish                    | 1996-2005 |
| Mortada Mansour                  | 2005      |
| Morsi Atallah                    | 2005-2006 |
| Mortada Mansour                  | 2006      |
| Raouff Gasser                    | 2006      |
| Mamdouh Abbas                    | 2006-2008 |
| Mohamed Amer                     | 2008-2009 |
| Mamdouh Abbas                    | 2009-2010 |
| Galal Ibrahim                    | 2010-2011 |
| Mamdouh Abbas                    | 2011-2013 |
| Kamal Darwish                    | 2013-2014 |
| Mortada Mansour                  | 2014      |

## Effectif

### Joueurs prêtés
Le tableau suivant liste les joueurs en prêt pour la saison 2022-2023.

## Autres sections
Zamalek possède également des sections de :
- athlétisme
- basket-ball : Zamalek Sporting Club (basket-ball)
- handball : Zamalek Sporting Club (handball)
- volley-ball : Zamalek Sporting Club (volley-ball) et Zamalek Sporting Club (volley-ball féminin).